# Tajemnice Smallville
Tajemnice Smallville (ang. Smallville) – amerykański serial przygodowy z elementami science fiction, wyprodukowany przez Alfreda Gougha i Milesa Millara. Opowiada o młodzieńczych latach i dorastaniu najbardziej znanego bohatera komiksów DC Supermana, stworzonego przez Jerry’ego Siegela i Joe Shustera. Na początku nadawany przez amerykańską telewizję The WB, pierwszy odcinek na antenie miał premierę 16 października 2001. Po pięciu seriach nastąpiło połączenie stacji The WB i UPN, z którego powstała nowa stacja The CW, na antenie której kontynuowano nadawanie dalszych serii serialu w USA. Do dziś zrealizowano dziesięć serii serialu. Serial podąża śladami Clarka Kenta, zanim został Supermanem. Pierwsze cztery serie skupiały się na Clarku i jego relacjach z przyjaciółmi z liceum w Smallville. Od piątej serii pokazano jak Clark wchodzi w dorosłe życie i skupiano się na jego karierze w Daily Planet, a także wprowadzano herosów i czarne charaktery z innych komiksów DC. 26 stycznia 2006 roku został wyemitowany setny odcinek Smallville pt. Reckoning.
Koncepcja Smallville narodziła się po anulowaniu projektu o przygodach młodego Bruce Wayne’a w czasach, zanim został Batmanem. Po spotkaniu prezesa telewizyjnego oddziału Warner Bros. z producentami Goughem i Millarem wprowadzono zasadę „no tights no flights” (zero rajstop, zero latania), która miała pomóc Clarkowi lepiej odwzorować proces stawania się Supermanem. Po wyemitowaniu 7 sezonów Gough i Millar opuścili serial bez podania konkretnych powodów. Tajemnice Smallville są kręcone w i wokół Vancouver. Muzykę skomponował Mark Snow, do której dodaje on motywy muzyczne z klasycznego filmu o Supermanie. Utwór otwierający serial to Save me skomponowany przez Remy Zero.
W Polsce Tajemnice Smallville emitują bądź emitowały telewizje: TVN, TVN 7 oraz AXN, która w maju 2010 rozpoczęła emisję od pierwszej serii.

## Fabuła

### Serie 1-3

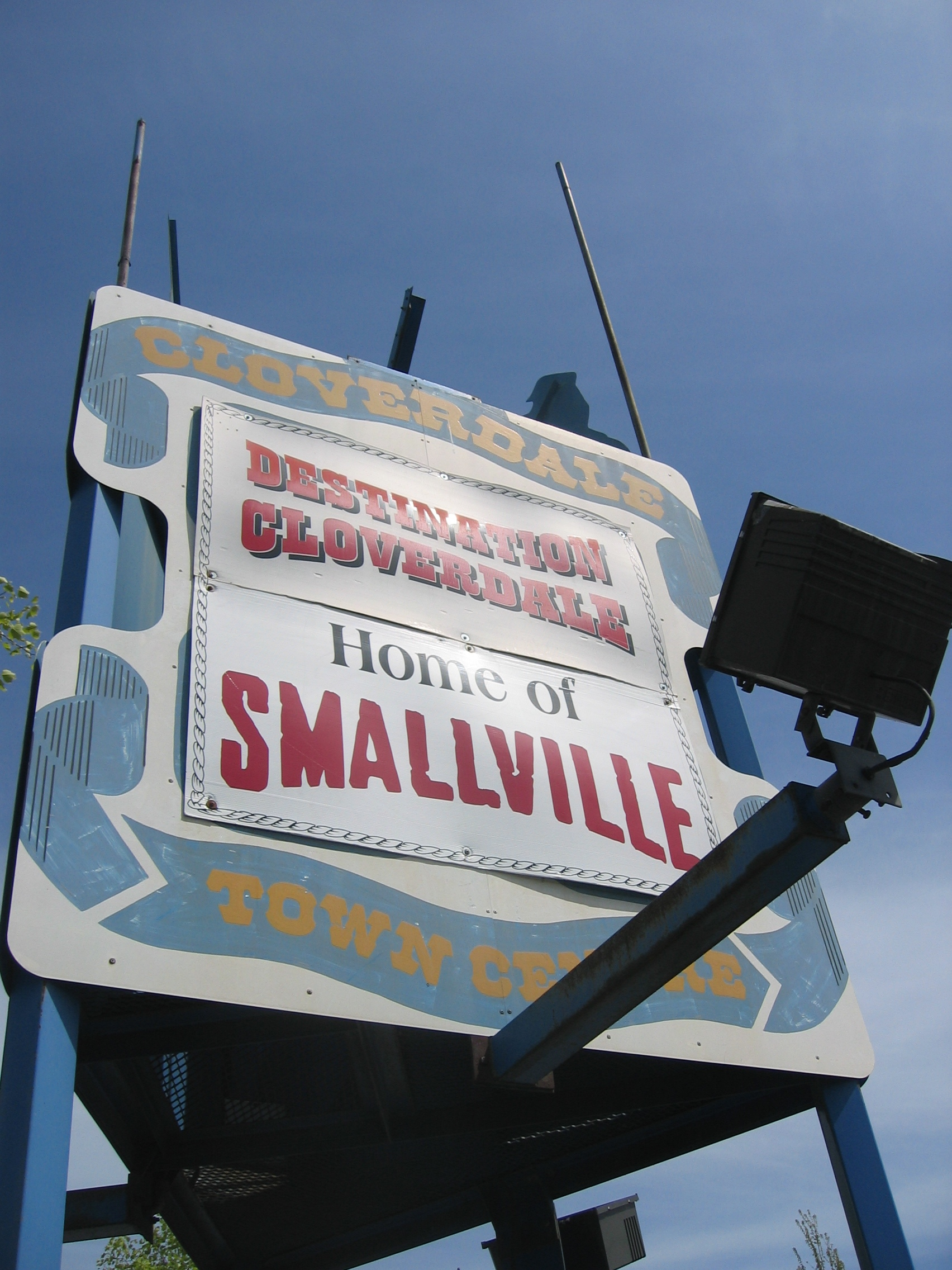
Znak z logo Smallville w Cloverdale, mieście gdzie powstawały sceny do serialu

„Tajemnice Smallville” przedstawiają życie legendarnego Supermana w czasach jego młodości. Akcja serialu rozpoczyna się w 1989 roku, kiedy na małe amerykańskie miasto spada deszcz meteorytów, a wraz z nim kapsuła, w której na Ziemię przybywa kilkuletni Superman. Młodego chłopca znajdują Martha i Jonathan Kentowie i postanawiają go przygarnąć. Deszcz meteorytów wywołał jednak tragiczne skutki w żyjącym swoim spokojnym rytmem miasteczku Smallville. Jeden z meteorytów zabija rodziców Lany Lang. Państwo Langowie stali się jednymi z wielu ofiar tego wydarzenia. Mimo tych szkód po kilkunastu latach mieszkańcy starają się żyć tak jak przed zdarzeniem.
Clark dorasta – zaczyna poznawać i próbuje panować nad swoimi nadludzkimi zdolnościami. Chłopak potrafi m.in. przenikać wzrokiem przez ściany, rozpalać oczami ogień czy podnosić niesamowicie ciężkie przedmioty. Z czasem okazuje się, że Superman ma także słabości – nie może przebywać zbyt długo w towarzystwie kryptonitu, czyli materiału skalnego, który przybył razem z nim na planetę. Powoduje on nagły spadek formy i utratę nadprzyrodzonych zdolności Clarka. Na swoje nieszczęście, chłopak jest narażony na jego częstą obecność, ponieważ Kryptonit jest wszechobecny w Smallville. To właśnie dzięki temu meteorytowi wielu innych mieszkańców miasta „otrzymało” niespotykane dotąd moce. Niestety, większość z nich wykorzystuje je do złych celów, a młody Kent – czując się za to odpowiedzialny – walczy w każdym odcinku serialu z jakimś człowiekiem-mutantem, który zagraża miastu lub jego przyjaciołom.
„Tajemnice Smallville” to także perypetie miłosne. Clark jest zakochany w szkolnej koleżance. Jest nią piękna Lana Lang, której także nie jest obojętny. Tymczasem inna dziewczyna – Chloe Sullivan, młoda dziennikarka – również jest zakochana w Clarku. Wynika z tego dość nieciekawa sytuacja, a pikanterii dodaje fakt, że Lana i Chloe są bliskimi przyjaciółkami.
Ważnym bohaterem serialu jest Lex Luthor. Pojawia się on już w pierwszych odcinkach i daje się poznać jako dociekliwy i dążący do celu biznesmen. Po wypadku, z którego uratował go Clark (korzystając ze swojej niezwykłej siły), obaj stają się przyjaciółmi, jednak Clark nie ma zamiaru wyjawiać, w jaki sposób ocalił Lexa. Z czasem Luthora coraz bardziej zaczynają dręczyć pytania: W jaki sposób tak naprawdę został uratowany od śmierci w zatopionym aucie? Jak udało się przeżyć Kentowi uderzenie przez jego samochód na chwilę przed wypadnięciem z mostu? Skąd miał jeszcze siły, aby mu pomóc? Ciekawość narasta i staje się obsesją Lexa.
Najlepszym szkolnym kolegą Clarka jest Pete Ross, który jako pierwszy – poza rodziną – poznaje możliwości swojego przyjaciela. Ta informacja z początku jest wielkim szokiem dla Pete’a, ale po ochłonięciu nie zmienia on stosunku do Clarka i jest pod wrażeniem jego mocy. Jednak żeby nie zdradzić tajemnicy przyjaciela, Pete wyprowadza się ze Smallville.

### Seria 4
Pojawia się nowa bohaterka – Lois Lane. Przybyła do Smallville wyjaśnić okoliczności śmierci Chloe, a znajduje nagiego Clarka. Po raz pierwszy widzimy też pełnowymiarowy lot młodego Kenta. Głównym wątkiem sezonu jest znalezienie 3 magicznych kamieni. Poszukują ich Jason Teague i jego matka, ale również Lex i Lionel Luthorowie. Na ich zdobyciu zależy też hrabinie Isabell Toro (która zawładnęła ciałem Lany) jak i Clarkowi, który został zobowiązany do tego przez Jor-Ela. Jason jest chłopakiem Lany, budząc tym samym zazdrość Clarka. Nie zabrakło też ludzi zainfekowanych kryptonitem, jednak nie kładziono na nich już siły napędowej serialu. Clark niezbyt chętnie zabiera się do poszukiwania kamieni, przez co doprowadza do drugiego deszczu meteorytów. Po złączeniu wszystkich kawałków Clarkowi ukazuje się sekretne miejsce zostawione dla niego przez Jor-Ela.

### Seria 5
Clark jest już na studiach, gdzie zaprzyjaźnia się ze swoim wykładowcą Miltonem Fine'm. Okazuje się, że on również jest kryptonianinem, jednak nie jest zupełnie tym, za kogo się podaje. Clark i Lana wreszcie schodzą się na poważnie, jednak ich szczęście nie trwa długo. Tajemnica, jaką ukrywa przed nią jej partner, sprawia, że sytuację postanawia wykorzystać młody Luthor, do którego coraz bardziej zbliża się Lana. Jednak oprócz problemów miłosnych Clark musi zmierzyć się z Brainiacem – inteligentną maszyną z Kryptonu, która podszyła się pod jego wykładowcę. Celem Brainiaca jest uwolnienie generała Zoda z Phantom Zone. Na dodatek umiera ojciec głównego bohatera Jonathan. Clark poznaje też nowych herosów – Arthura Curry (Aquamana) i Victora Stone (Cyborga).

### Seria 6
W Metropolis pojawia się Oliver Queen – multimilioner ze Star City, w którym zakochała się Lois Lane. Równocześnie pojawia się też nowy heros – Zielona Strzała (Green Arrow). Clark natomiast jest zajęty wyłapywaniem widm, które przez niego uciekły z Phantom Zone. W walce ze zjawami pomaga mu nowy tajemniczy sojusznik z Marsa. Tymczasem ktoś wykrada cenne informacje o tajnych projektach Lexa Luthora. Okazało się, że Zielona Strzała połączył siły z innymi herosami. Grupie pomaga również Clark, jednak odmawia przyłączenia się do niej na stałe, gdyż nie rozwiązał jeszcze sprawy z uciekinierami. Po złapaniu wszystkich widm zostało tylko jedno najgroźniejsze, z którym nawet Marsjanin nie daje sobie rady. Nosiciela istoty udaje się pojmać Lexowi Luthorowi, jednak ten nie jest w stanie nad nim zapanować. Gdy na miejscu pojawia się Clark, widmo pobiera jego DNA i zmienia się w Bizarra.

### Seria 7
W wyniku walki z Bizarrem rozpada się tama, przez co zostaje uwolniony statek kosmiczny znajdujący się pod wodą. Wydostała się z niego Kara, która przy okazji ratuje życie Lexowi, przez co ten ma obsesję na jej punkcie. Kara przy pomocy Clarka szybko oswaja się z życiem na Ziemi. Związek Jimmy’ego z Chloe przechodzi kryzys, co jest spowodowane jego zauroczeniem Karą. Oliver nawiązuje znajomość z Czarnym Kanarkiem (Dinah Lance), która to dołącza do jego grupy. Lana tworzy fundację Isis pomagającą zarażonym meteorytem. Pojawia się również Brainiac, który więzi Karę w Phantom Zone. Na jaw wychodzi także, że dr Virgil Swann założył tajne towarzystwo o nazwie Veritas, którego celem było odnaleźć i chronić podróżnika. Należały do niego również rodziny Luthorów, Queenów i Teague'ów. Lex dopuszcza się zabójstwa swego ojca.

### Seria 8
Clark rozpoczyna pracę w Daily Planet razem z Lois. Chloe zajmuje się fundacją Lany podczas jej nieobecności. Clark coraz bardziej angażuje się w walkę z przestępczością na ulicach Metropolis, pomagając również marsjańskiemu przyjacielowi – detektywowi Johnowi Jonesowi. Na ulicach grasuje też krwawy przestępca, z którym związek może mieć sanitariusz karetki Davis Bloom. Działania Clarka zostają zauważone. A gdy Jimmy robi mu zdjęcie podczas akcji, miasto dowiaduje się, że tajemniczym bohaterem jest czerwono-niebieska smuga (Red-Blue Blur). Miłość Chloe i Jimmy’ego doprowadziła ich do ślubu, jednak wesele zostało przerwane przez napaść bestii, z którą nawet Clark nie mógł sobie dać rady. Jimmy ciężko ranny zostaje odwieziony do szpitala w Star City. Clark nawiązuje przymierze z Legionem – superbohaterami z XXXI wieku, dzięki którym pokonuje Brainiaca, nie zabijając przy okazji Chloe. Clark dowiaduje się o Doomsdayu i o walce, jaką musi z nim stoczyć. Chce pokonać bestię i ocalić jednocześnie Davisa, na co nie zgadza się Oliver, który razem z Kanarkiem i Impulsem próbują go zabić. Jednak gdy bestia wymyka się im spod kontroli, Clark zatrzymuje ją i dzięki pomocy Kanarka zakopuje ją pod ziemią. Davis oddzielony od bestii zabija Jimmy’ego, a ten resztkami sił broni Chloe, kiedy Davis próbuje zabić i ją. W efekcie ginie również Davis. Śmierć Henry’ego „Jimmy’ego” Olsena (tak brzmi jego prawdziwe imię) wpływa na poglądy Clarka, który zaczyna akceptować swoją kryptońską naturę i pochodzenie.

### Seria 9
Setki kryptończyków pojawiają się na Ziemi. Clark w nowym stroju, działający jako The Blur (Smuga) musi pogodzić ze sobą nowych mieszkańców i pomóc im zaadaptować się na nowej planecie. Jednak Zod ma inne plany. Armia superbohaterów rośnie. Po latach zaczyna reaktywować się Justice Society of America, które pomaga zebrać się obecnym herosom. Wszyscy bohaterowie będą musieli zmierzyć się z nadciągającą Apokalipsą. Nad wszystkim w ukryciu czuwa Checkmate, organizacja rządowa, której przywódczyni Amanda Waller prowadzi własną grę.

### Seria 10
Rozpoczyna się w chwili, gdy Clark spada bezwładnie w dół z wieżowca i teoretycznie umiera. Ale tak naprawdę jest w świecie półśmierci, gdzie rozmawia z Jor-Elem. W tym czasie Lois Lane płacze nad ciałem Clarka, wyciągając sztylet z niebieskiego kryptonitu powodując tym przywrócenie Clarka do życia, gdy tylko Clark się budzi, Lois ukrywa się, chroniąc tajemnicę Smugi. Clark po chwili używając superszybkości znika, czego świadkiem jest Lois, w strażnicy Chloe analizuje nagrania z porwania Olivera, który zniknął bez śladu.

## Przegląd sezonów
| Seria | Seria | Odcinki | Pierwsza emisja      | Pierwsza emisja | Pierwsza emisja      | Pierwsza emisja  |
| Seria | Seria | Odcinki | Premiera serii       | Finał serii     | Premiera serii       | Finał serii      |
| ----- | ----- | ------- | -------------------- | --------------- | -------------------- | ---------------- |
|       | 1     | 21      | 16 października 2001 | 21 maja 2002    | 8 stycznia 2003      | 27 sierpnia 2003 |
|       | 2     | 23      | 24 września 2002     | 20 maja 2003    | 6 kwietnia 2004      | 14 września 2004 |
|       | 3     | 22      | 1 października 2003  | 19 maja 2004    | 3 stycznia 2006      | 6 czerwca 2006   |
|       | 4     | 22      | 22 września 2004     | 18 maja 2005    | 1 lipca 2007         | 21 lipca 2008    |
|       | 5     | 22      | 29 września 2005     | 11 maja 2006    | 20 lipca 2009        | 18 sierpnia 2009 |
|       | 6     | 22      | 28 września 2006     | 17 maja 2007    | 4 stycznia 2010      | 7 czerwca 2010   |
|       | 7     | 20      | 27 września 2007     | 15 maja 2008    | 16 czerwca 2010      | 13 lipca 2010    |
|       | 8     | 22      | 18 września 2008     | 14 maja 2009    | 14 lipca 2010        | 12 sierpnia 2010 |
|       | 9     | 21      | 25 września 2009     | 14 maja 2010    | 15 lutego 2011       | 18 lipca 2011    |
|       | 10    | 22      | 24 września 2010     | 13 maja 2011    | 26 października 2011 | 21 marca 2012    |

## Bohaterowie główni

### Clark Kent
Bardzo często określany jako Ostatni Syn Kryptonu. Urodził się jako Kal-El (w języku Kryptonu oznacza to „dziecko gwiazd”). Jego biologicznymi rodzicami byli Jor-El i Lara. Jako niemowlę został wysłany na Ziemię, ponieważ Kryptonowi groziła zagłada. Jego statek przybył do Smallville w Kansas podczas deszczu meteorytów i wylądował w środku pola. Został przygarnięty przez Marthę i Jonathana Kentów, którzy, nie mogąc mieć własnych dzieci, postanowili zaadoptować małego Clarka (tak dali mu na imię) i wychować jak własnego syna.
Clark wiedział, że jest adoptowany, ale o swoim pochodzeniu dowiedział się dopiero w wieku 14 lat, kiedy po potrąceniu przez samochód, który prowadził Lex Luthor, nic mu się nie stało. Zdolności Clarka mają swoje źródło w promieniach słonecznych, które docierają do Ziemi. Jego nowe umiejętności najczęściej pojawiają się nagle i Clark musi nauczyć się je kontrolować. Z wiekiem wzmacniają się. Clark jest jednak podatny na odłamki skał ze swojej rodzimej planety – kryptonit. Jego różne odmiany mają inny wpływ na Kal-Ela. Przestają one działać, kiedy znajdą się dalej od Kenta albo zostaną zamknięte w ołowianym pojemniku. Na Clarka nie działa również alkohol.
Od dzieciństwa Clark przyjaźnił się z Pete’em Rossem. Później do tej dwójki dołączyła Chloe Sullivan. Wspólnie, w liceum, prowadzili gazetkę „Torch”. Clark przez prawie całe swoje życie podkochiwał się w mieszkającej w sąsiedztwie Lanie Lang. Szpiegował ją przez teleskop z okna ‘pokoju’ w stodole. Niestety podatność na kryptonit sprawiła, że nie mógł się do niej zbliżyć, ponieważ Lana nosiła naszyjnik z kawałkiem meteorytu jako pamiątkę po tragicznie zmarłych rodzicach. Pomimo sprzeciwu swoich rodziców Clark ujawnił Pete’owi swoje moce, kiedy jego przyjaciel odkrył statek kosmiczny. Młody Kent nauczył się, że źródłem jego mocy jest Słońce, kiedy podczas zaburzeń słonecznych nie mógł zapanować nad swoimi zdolnościami. Świadkiem tych anomalii był Perry White, ale nie mógł udowodnić, że Clark posiada nadprzyrodzone umiejętności. Podczas studiów Clark poznał profesora Miltona Fine’a, który pomógł Kentowi uporać się z chorobą wywołaną srebrnym kryptonitem. Fine ujawnił wtedy również swoją prawdziwą tożsamość, podając się za kryptonianina. Jednakże jak się później okazało, profesor był tylko maszyną (Brainiac – Brain InterActive Construct) stworzoną przez naukowca z Kryptonu. Przybył na Ziemię, by uwolnić największego przestępcę z rodzimej planety Clarka, generała Zoda. Po śmierci Jonathana Clark rzuca studia, by zająć się w pojedynkę farmą. Kiedy zostaje porwana Martha, Clark ratując ją, ujawnia swoje moce przed Lionelem Luthorem. Ten jednak wiedział o wszystkim, ponieważ został wybrany na emisariusza Jor-Ela. Do grona osób, które znają tajemnicę Kal-Ela, dołączyła również Chloe, której sekret zdradziła przed śmiercią Alicia Baker, dziewczyna Clarka. Martha przyjmuje posadę senatora i przenosi się do stolicy. Clark razem z Lois Lane, która pojawiła się wcześniej w Smallville w sprawie upozorowanej śmierci Chloe, po pęknięciu tamy odnajduje drugi statek kosmiczny, którym na Ziemię przybyła jego kuzynka, Kara, córka jego wuja Zor-Ela. To ona wybrała dla niego imię Kal-El, kiedy była na Ziemi razem z Larą. Hibernacja w statku kosmicznym trwała kilkanaście lat, więc Kara po przebudzeniu była w wieku Clarka. Chłopak postanawia się nią zaopiekować, ale jego plany psuje, ogarnięty żądzą poznania prawdy o Clarku, Lex Luthor. Przy udziale Brainiaca niszczy Fortecę Samotności. Zdarzenie to przyczynia się do zaginięcia zarówno Lexa jak i Clarka. Na pomoc młodemu Kentowi wyrusza Liga Sprawiedliwości pod dowództwem Green Arrow. Odnajdują Clarka na statku, który stacjonuje w pobliżu Arktyki. Po powrocie Kent podejmuje pracę w Daily Planet razem z Lois Lane.
Życie w Metropolis to dla niego nowe wyzwanie. Na jego drodze stają nie tylko nowe osoby, obdarzone supermocami. Podczas ślubu Chloe staje oko w oko ze swoim najgroźniejszym przeciwnikiem – Doomsdayem. Clark poznaje również trójkę Legionistów, którzy pomogli mu się rozprawić raz na zawsze z Brainiacem. Pobyt Lois w Star City to ponowne, chwilowe zbliżenie się Kenta do Lany Lang. Niestety w wyniku wypadku ich losy musiały się rozdzielić. Pojawienie się w Metropolis Lindy Lake staje się dla Clarka bodźcem, aby ujawnić swoją prawdziwą tożsamość całemu światu. Clark w finale sezonu 9 „Salvation” poświęca swoje życie, żeby uratować planetę od zagłady generała Zoda.

### Lana Lang
Lana Lang jest pierwszą miłością Clarka Kenta. Śmierć jej rodziców, kiedy miała trzy latka, znacząco wpłynęła na kształt jej osobowości. Pomimo tego iż jej ciotka opiekowała się nią, Lana czuła się jak opuszczona sierota i całe życie idealizowała martwych rodziców. Często stwierdzała, że czuje się wyizolowana i marzy o opuszczeniu Smallville. Pomimo tego Lana miała reputację słodkiej dziewczyny – przyjemnej, opiekuńczej i chętnej do pomocy innym. Polegając tylko na sobie, Lana dążyła także do realizacji własnych celów. Założyła fundację charytatywną „Isis”, poświęcając się pomocy ludziom zakażonym meteorytem, a także doprowadziła do renowacji Talonu i przerobienie go na kawiarnię, zostając jego współwłaścicielką. Lana mieszkała mile od Kentów i była podziwiana z daleka przez jej sąsiada Clarka Kenta. Gdy poszli do szkoły średniej, Clark zdobył się na odwagę, aby ją bliżej poznać, a ona stała się ważnym elementem w kręgu jego przyjaciół. Clark i Lana starali się być ze sobą kilka razy, ale przez długi czas Clark nie potrafił jej zaufać i wyjawić sekretu jego prawdziwego pochodzenia. Jednakże Lana wiedziała, że Clark coś przed nią ukrywa, i ze względu na ten fakt dochodziło do konfliktu między nimi, co uniemożliwiło bycie im razem. Związek Lany i w konsekwencji małżeństwo z byłym najlepszym przyjacielem Clarka – Lexem Luthorem – spowodowało również rozbicie ich przyjaźni, jak również nawet Lana dążyła coraz bardziej do znalezienia sekretu Clarka. Po tym jak upozorowała własną śmierć, aby uwolnić się z małżeństwa, powróciła później do Smallville. Pojednała się z Clarkiem i przeniosła na farmę, aby żyć z nim i jego kuzynką Karą. Lana padła ofiarą złego kryptońskiego komputera „Brainiac” w jego próbach kontroli Clarka i Kary – została w dziwnym stanie na wiele tygodni. Lana obudziła się po tym, jak Clark zniszczył „Brainiac”, po tym wydarzeniu zerwała z nim kontakt i wyprowadziła się ze Smallville.
Później wróciła na ślub Chloe i Jimmy’ego. Upozorowała porwanie i dzięki jednemu profesorowi przyjęła kostium skórny wytworzony z DNA obcych, którzy przybyli na ziemię. Od tej pory Lana ma moce jak Clark, co sprawia, że znów są razem. Jednak jej kostium w pobliżu kryptonitu zaczyna wchłaniać kryptonit. Poprzez wielką bombę zamontowaną na dachu Daily Planet wzmocnioną przez kryptonit Lana wchłania kryptonit i od tej pory nie może zbliżać się do Clarka. Od tamtej chwili Lana wyjeżdża ratować świat, lecz z dala od Clarka.

### Chloe Sullivan
Najbliższa przyjaciółka Clarka Kenta, a także osoba obdarzona mocą z kryptonitu. Obecnie zajmuje się Fundacją Isis, wcześniej pracowała w Daily Planet.
Rodzice Chloe, Gabe i Moira, rozwiedli się, kiedy dziewczyna miała 5 lat. Moira jest zainfekowana kryptonitem i potrafi telepatycznie kontrolować innych zainfekowanych. Chloe ma dwie kuzynki – Lucy i Lois Lane, ale o wiele bliżej jest z tą starszą.
Chloe przez cały czas była wystawiona na działanie kryptonitu i spotykała się z osobami zainfekowanymi. Spowodowało to, że nabyła nadprzyrodzone zdolności. Po raz pierwszy ujawniły się one, kiedy Lois została dźgnięta nożem. Łza Chloe sprowadziła ją ze świata zmarłych. Niestety, wszystko odbywało się kosztem jej własnego zdrowia, przez co musiała się długo regenerować. Z czasem dziewczyna nauczyła się kontrolować swoje umiejętności. Zdołała również powstrzymać Brainiaca, który chciał przejąć kontrolę nad jej ciałem. Jej zdolności ewoluowały w czasie, kiedy Clark przebywał w rejonie Arktyki przez 4 miesiące. Chloe posiada również niesamowite umiejętności komputerowe, przez co łatwo zdobywa informacje.
Urodziła się w Metropolis. Później przeprowadziła się do Smallville, gdzie w ósmej klasie została najlepszą przyjaciółką Clarka Kenta i Pete’a Rossa. Po ukończeniu Smallville High ponownie przeprowadziła się do Metropolis, gdzie rozpoczęła naukę na Uniwersytecie Metropolis. Odbyła również staż w Daily Planet, kiedy jeszcze pracowała w szkolnej gazecie ‘Torch’. Chloe stworzyła ‘Ścianę Dziwactw’, gdzie magazynowała wszystkie przypadki, w których uczestniczyli zainfekowani meteorytem. Po jej tajemniczej śmierci do Smallville przybyła Lois Lane, by zbadać tę sprawę. Później okazało się, że wszystko było mistyfikacją, a ‘śmierć’ miała uchronić Chloe, która zeznawała przeciwko Lionelowi. Panna Sullivan dowiedziała się o nadprzyrodzonych zdolnościach Clarka, kiedy jego dziewczyna, Alicia Baker, zaaranżowała cały wypadek. Kiedy Clark miał amnezję, Chloe pomogła mu w odzyskaniu pamięci i mocy. Pracowała również jako Watchtower dla Justice League podczas misji ratowania Barta. Później pomagała Oliverowi w zdobywaniu dowodów przeciwko Lexowi. Kiedy Luthor przejął Daily Planet, zwolnił Chloe. Dziewczyna przejęła Fundację Isis pod nieobecność Lany.
Chloe przez kilka lat była zakochana w Clarku, ale wolała ustąpić miejsca Lanie Lang, o której wiedziała, że jest prawdziwą miłością Kenta. Podczas stażu w Daily Planet poznała Jimmy’ego Olsena. Kiedy na stałe rozpoczęła pracę w gazecie, związała się z młodym fotografem. Po burzliwym związku Jimmy poprosił Chloe o rękę, ale dziewczyna została aresztowana przez Departament Bezpieczeństwa (podejrzana o terroryzm) i nie zdążyła udzielić odpowiedzi.
Kiedy wszystko się wyjaśniło, Chloe odpowiada pozytywnie na pytanie Jimmy’ego. W tym czasie poznaje również Davisa Bloome'a. Po utracie posady w Daily Planet przejmuje pod nieobecność Lany Lang kierownictwo nad Fundacją Isis. Wykorzystuje ją, aby pomagać osobom zainfekowanym przez meteoryt. Na kilka dni przed ślubem kontrolę nad Chloe zaczyna przejmować Brainiac. Podczas własnego wesela zostaje uprowadzona przez Doomsdaya. Pojawienie się Legionistów sprawia, że Chloe wraca do siebie, a resztka Brainiaca, jaką miała w sobie, zostaje zabrana przez nich do przyszłości.
By ratować Clarka przed Doomsdayem, Chloe ucieka z Davisem, poświęcając tym samym swoje małżeństwo. Po śmierci Jimmy’ego poświęca się pracy Watchtower. Pewnego dnia, gdy wkłada hełm doktora Fate'a, postanawia zniknąć. Później okazuje się, że zrobiła to, aby ratować przyjaciół.

### Lex Luthor
Syn Lionela Luthora. Jako dziecko ucierpiał podczas deszczu meteorytów tracąc włosy. Gdy dorósł, stał się wspólnikiem ojca i razem z nim zarządzał firmą Luthor Corp. Kiedy Lionel zesłał go do oddziału firmy w małym Smallville, odebrał to jako degradację. W mieście stara się naprawić złą sławę, jaką cieszą się Luthorowie – nie zawsze z pozytywnym skutkiem. Stał się przyjacielem Clarka po tym, jak młody Kent – korzystając ze swojej nadludzkiej siły – uratował go od śmierci w tonącym samochodzie. Obsesją Lexa staje się dokładne wyjaśnienie tej zagadkowej sprawy, co doprowadzi do drastycznego pogorszenia się relacji na linii Clark-Lex.
Mimo wielu różnic między Lexem a Clarkiem obaj wciąż pozostają przyjaciółmi. Mimo licznych ciemnych stron, które posiada Lex, Clark wciąż wierzy, że jego przyjaciel ma dobre intencje i stara się dostrzegać dobre strony charakteru Lexa.
W rzeczywistości charakter Lexa kształtowany był już od dzieciństwa. Bardzo surowe wychowanie sprawiło, że Lex stał się bezwzględny. Już gdy był małym chłopcem, został odrzucony przez rówieśników, którzy nie akceptowali wyglądu małego Luthora. Brak włosów i despotyczny ojciec sprawili, że Lex nie miał przyjaciół wśród innych dzieci. Matka Lexa – Lilian – widziała, jak destrukcyjny wpływ na syna ma Lionel. Jednak nie była w stanie sprzeciwić się swojemu mężowi. Kiedy zaszła w niechcianą ciążę, urodziła Juliana – brata Lexa. Ponieważ wiedziała, że Lionel doprowadzi do ogromniej konkurencji między synami i sprawi, że będą pałali do siebie nienawiścią, zabiła małego Juliana. Kiedy Lionel zastał 12-letniego Lexa przy łóżeczku martwego brata, ten instynktownie chronił matkę i przyznał się do zabicia braciszka. Ten incydent na zawsze odcisnął ślad na psychice Lexa. Śmierć Juliana sprawiła, że Lionel znienawidził swojego dziedzica. Po latach od tego zdarzenia Lex dzięki „kuracji” dr. Garnera poznał prawdę, że to jego matka, a nie on, zabiła małego Juliana.
Lex zawsze podziwiał Clarka. Miał wiele niespełnionych marzeń. Jednym z nich było posiadanie kochającej rodziny, takiej jak Kentowie. Zawsze czekał z nadzieją, że usłyszy od ojca dwa słowa: „Kocham Cię”. Clark oprócz rodziny miał też coś, czego Lex zazdrościł mu jeszcze bardziej – miłość Lany Lang. Lex w chwilach, w których emocje brały górę, ujawniał swoje pożądanie. Kochał Lanę i robił wszystko, by choć raz wybawić dziewczynę z opresji bez pomocy Clarka.
Jedną z obsesji Lexa było rozwiązanie zagadki, jaką kryły jaskinie ludów indiańskich, które odkrył Clark. Lex był w stanie narazić swoją przyjaźń z Clarkiem, by tylko poznać znaczenie symboli i rysunków na ścianach jaskini. Wierzył, że Clark rozumiał ten język, gdyż wiedział o jego przyjaźni z doktorem Swannem.
Ostatecznie jego obsesja doprowadza go do zabójstwa własnego ojca w celu zabrania mu klucza Veritas potrzebnego do rozwiązania zagadki, odkrycia kto jest Podróżnikiem i jak go kontrolować. W efekcie wiecznego dążenia do prawdy Lex pozbierał do kupy wszystkie elementy układanki i stanął twarzą w twarz z Podróżnikiem, którym okazał się Clark, w Fortecy Samotności (Fortress of Solitude), kryptońskim domu Kal-Ela na Ziemi. Lex ogarnięty żądzą władzy umieścił Kulę (the Orb), która miała kontrolować Podróżnika, w panelu fortecy. Wtedy konstrukcja zapadła się na Clarka i Lexa będących wciąż w środku. Po tym wypadku Lex został uznany za zaginionego, a jakiś czas później za zmarłego, w rzeczywistości jednak był podłączony do aparatury podtrzymującej życie, która wraz z jego sprzętem elektronicznym służącym do zbierania informacji ze świata zewnętrznego ukryta była w ciężarówce znajdującej się w stałym ruchu, przez co była ciężka do namierzenia. Lex posłużył się Tess Mercer, aby ta, nieświadomie, była jego oczami i uszami poprzez umieszczenie w jej mózgu specjalnego chipu. Ostatecznie Chloe za pomocą komputerów z fundacji Isis namierzyła Luthora i jego pojazd, a Clark, wściekły na Lexa za to, co zrobił z Laną (zmusił ją do zaabsorbowania kryptonitu, by ta nie mogła przebywać przy Kencie), chciał zniszczyć ciężarówkę ze swoim byłym przyjacielem w środku. Powstrzymała go jednak przed tym sama Lana, po czym nagle ciężarówka wyleciała w powietrze, a Lex zginął na miejscu. Jak się potem okazało, sprawcą zamachu był Oliver Queen, była miłość Lois Lane. W odcinku Lazarus Clark odkrywa, że Lex przez pozostawił po sobie klony. dzięki którym wcześniej się leczył.
Jeden z klonów mówi mu, że prawdziwy Lex nie żyje, a młody Superman jest zaślepiony swoją pychą.

### Martha i Jonathan Kentowie
Małżeństwo. On – farmer, ona – córka bogatych rodziców. Mimo sprzeciwu ojca Marthy zdecydowali się na ślub. Wkrótce okazało się, że nie mogą mieć dzieci, ale na szczęście w ich życiu pojawił się mały Clark. Mimo początkowej niechęci męża do adopcji postanawiają przygarnąć chłopca. Prowadzą farmę, która nie zawsze przynosi zyski – w najbardziej krytycznych momentach rodzinę wspiera finansowo Lex Luthor, który długo musiał zabiegać, zanim zdobył zaufanie Jonathana. Martha przez pewien czas pracowała jako osobista sekretarka Lionela Luthora. Zrezygnowała z pracy, gdy okazało się, że Luthor chce przez nią dowiedzieć się jak najwięcej o Clarku. Jonathan zapadł w śpiączkę w czwartym sezonie, ale się z niej wybudził po tym, jak Clark odzyskał człowieczeństwo.

### Pete Ross
Najlepszy przyjaciel Clarka, jako pierwszy – poza rodziną – odnajduje statek kosmiczny, w którym młody Kent przyleciał na Ziemię, i poznaje prawdę. Odczuwa skrywaną zazdrość o moce Clarka, mimo to wspiera go i jest pod wrażeniem jego umiejętności. Nienawidzi klanu Luthorów. Powodem niechęci jest fakt, że Luthorowie wygnali całą jego rodzinę z ich ziem. Z trudem znosi znajomość Clarka z Lexem. Podkochuje się w Chloe.
Mimo szczerej przyjaźni z Clarkiem po pewnym czasie nie jest w stanie znieść brzemienia, jakim jest dla niego sekret przyjaciela. Musi narażać życie, by nie wyjawić sekretu skorumpowanym funkcjonariuszom FBI, którzy pracują dla obydwu Luthorów.
Po rozwodzie rodziców Pete podejmuje bardzo trudną decyzję o wyjeździe ze Smallville i przeprowadzce wraz z matką do dużego miasta.

### Lois Lane
Kuzynka Chloe Sullivan. W oryginalnej historii Supermana jest jego największą miłością. Do Smallville przyjechała, by znaleźć przyczyny zagadkowej (i jak się okazało fikcyjnej) śmierci Chloe. Podczas podroży na polu spotyka nagiego Kal-Ela – w ten sposób poznała Clarka. Razem z Clarkiem odnajduje kuzynkę. W trakcie pobytu w Smallville Lois dowiaduje się, że by udać się na studia, musi zaliczyć semestr, przez co ląduje w miejscowym liceum. Po wydaleniu z Metropolis University Lois znajduje pracę w Talonie, a następnie jako szef kampanii senatorskiej Jonathana Kenta. Po jego śmierci współpracuje z żoną Jonathana – Marthą. Jej kariera dziennikarska rozpoczęła się wraz z opisaniem w dużym brukowcu (Inquisitor) tajemniczego przemieszczenia bramy stodoły Kentów. Następnie (sezon 7) dzięki zakochanemu w niej nowemu redaktorowi naczelnemu dostaje pracę w bardzo znanej gazecie Daily Planet, w której to później (sezon 8) naprzeciwko jej biurka zaczyna pracować także Clark. Od tego momentu w serialu jej postaci zostaje poświęcone jeszcze więcej uwagi.

### Oliver Queen – Zielona Strzała
Zielona Strzała – przyjaciel Clarka, jedna z większych miłości Lois Lane. Pierwszy raz pojawił się w sezonie szóstym w odcinku Sneeze. Pochodzi ze Star City, później na stałe osiedla się w Metropolis. Często zarzucał Clarkowi próżność w działaniu z przestępczością, co związane jest z innymi metodami działania Zielonej Strzały. Jego rodzice zginęli w katastrofie lotniczej. Pewnego razu Oliver podczas rejsu zostaje porzucony na wyspie. Potrzeba przeżycia wykształciła w nim niezwykłą umiejętność łuczniczą. Oliver po rodzicach odziedziczył firmę Queen Industries, której jest prezesem. Po godzinach pracy zmienia się w Zieloną Strzałę – superherosa władającego łukiem, na wzór Robin Hooda. Dzięki wykorzystaniu technologii swojej firmy strzały bohatera są dodatkowo usprawnione, np. rażące prądem, z gazem usypiającym, z liną czy impulsem elektromagnetycznym. Oliver stworzył także zalążek Ligi Sprawiedliwych dzięki nawiązaniu współpracy z innymi herosami. Jak się okazało, rodzice Olivera należeli do tajnego stowarzyszenia o nazwie Veritas. Od ósmego sezonu na stałe w czołówce.

### Kara-El/Kara Kent
Kara została wysłana na Ziemię zaraz po Kal-Elu, jednak jej statek wleciał do tamy, gdzie został zahibernowany na kilkanaście lat. Po wybuchu, który uwolnił Karę, ta ruszyła na miasto szukać małego Kala. Odnaleziona przez Clarka ma problemy z przystosowaniem się do życia w nowym środowisku. Od początku posiada wszystkie kryptońskie moce, włączając latanie. Jak sama twierdzi, dziewczyny są bardziej zdolne. Kara jest córką Zor-Ela – brata i wroga Jor-Ela, ojca Clarka z Kryptonu. Tym samym budzi niepokój u J'onna J'onzza – marsjańskiego sprzymierzeńca Jor-Ela. Flirtuje z Jimmym, interesuje się nią Lex Luthor. Kara stała się też celem ataków Brainiaca, przez co na pewien czas zniknęła uwięziona w Phantom Zone (Widmowej Strefie). Po wydostaniu się z więzienia odleciała szukać pozostałości Kryptonu, które ocalały – jak usłyszała od więźniów Kara.

## Obsada
| Aktor             | Rola                | Status                              |
| ----------------- | ------------------- | ----------------------------------- |
| Tom Welling       | Clark Kent          | sezon 1, 2, 3, 4, 5, 6, 7, 8, 9, 10 |
| Allison Mack      | Chloe Sullivan      | sezon 1, 2, 3, 4, 5, 6, 7, 8, 9, 10 |
| Michael Rosenbaum | Lex Luthor          | sezon 1, 2, 3, 4, 5, 6, 7, 10       |
| Kristin Kreuk     | Lana Lang           | sezon 1, 2, 3, 4, 5, 6, 7, 8        |
| Sam Jones III     | Pete Ross           | sezon 1, 2, 3, 7                    |
| Annette O’Toole   | Martha Kent         | sezon 1, 2, 3, 4, 5, 6, 9, 10       |
| John Schneider    | Jonathan Kent       | sezon 1, 2, 3, 4, 5, 10             |
| John Glover       | Lionel Luthor       | sezon 1, 2, 3, 4, 5, 6, 7, 10       |
| Eric Johnson      | Whitney Fordman     | sezon 1, 2, 4                       |
| Jensen Ackles     | Jason Teague        | sezon 4                             |
| Laura Vandervoort | Kara Kent           | sezon 7, 8, 10                      |
| Aaron Ashmore     | Henry „Jimmy” Olsen | sezon 6, 7, 8                       |
| Justin Hartley    | Oliver Queen        | sezon 6, 7, 8, 9, 10                |
| Cassidy Freeman   | Tess Mercer         | sezon 8, 9, 10                      |
| Erica Durance     | Lois Lane           | sezon 4, 5, 6, 7, 8, 9, 10          |
| Sam Witwer        | Davis Bloome        | sezon 8                             |
| Callum Blue       | Zod                 | sezon 9, 10                         |

## Oglądalność

### TVN
Według badań AGB Nielsen Media Research każdy odcinek pierwszego i drugiego sezonu nadawany w TVN oglądało średnio od miliona do 1,5 mln polskich widzów. Jednak to trzecia seria jest najchętniej oglądana – zdecydowana większość odcinków nadawanych zimą 2006 gromadziła przed telewizorami ponad dwumilionową widownię, z czego największą miał odcinek czwarty z 24 stycznia 2006 r. – oglądało go 2,633,218 ludzi (udział w rynku – 17,56 proc.). Od marca, kiedy „Tajemnice Smallville” przeniesiono na godziny niemalże nocne wyniki oglądalności zmalały dwukrotnie. W sumie, średnia oglądalność trzeciego sezonu wyniosła 1,325,683 telewidzów przy średnim udziale 14,60 proc. Najchętniej oglądanym odcinkiem trzeciego sezonu nadanym po 23:00 był odcinek 14. z widownią 1,024,084 (udziały 17,65 proc.), a finał trzeciej serii oglądało 900,722 widzów.

### TVN Siedem
Pierwsza emisja dwóch pierwszych serii „Tajemnic Smallville” na antenie TVN Siedem miała miejsce w drugiej połowie 2004 i pierwszej połowie 2005 roku. Serial nadawany był w niedzielne wieczory, a oglądało go średnio kilkaset tysięcy widzów. Najpopularniejsze odcinki gromadziły przed odbiornikami do 400 tys. ludzi, co dawało im jedne z lepszych miejsc w zestawieniu najchętniej oglądanych programów w TVN Siedem.

### The WB/The CW (USA)
Premierowy odcinek „Smallville” w Stanach Zjednoczonych został wyemitowany 16 października 2001 roku przez The WB Television Network. Przyciągnął on przed ekrany telewizorów aż 8,5 miliona widzów – a po emisji serial okrzyknięto „Wielkim hitem WB”. Średnia oglądalność pierwszego sezonu wyniosła 5,8 miliona widzów. Wzrosła ona podczas emisji drugiej serii – wtedy każdy odcinek „Smallville” oglądało 6,3 mln widzów, trzeci sezon oglądało 4,9 mln telewidzów, czwarty – 4,4 mln, piąty – 4,7 mln, a szósty 4,1 mln.
Premierę setnego odcinka widziało 6,3 mln Amerykanów.

## Soundtrack Smallville
Do ubarwienia każdego odcinka „Tajemnic Smallville” wykorzystywane są popowo-rockowe utwory muzyczne. Część z nich zamieszczono na dwóch soundtrackach wydanych w 2003 i 2005 roku:

### Smallville: Talon Mix (2003r.)
1. „Save Me” – Remy Zero
2. „Inside Out” – Vonray
3. „Island in the Sun” – Weezer
4. „Superman (It's Not Easy)” – Five For Fighting
5. „Nuclear” – Ryan Adams
6. „Lonely Day” – Phantom Planet
7. „Fight Test” – Flaming Lips
8. „Don't Dream It's Over” – Sixpence None the Richer
9. „Wave Goodbye” – Steadman
10. „I Just Wanna Be Loved” – AM Radio
11. „Everything” – Lifehouse
12. „Time After Time” – Eva Cassidy

### Smallville: Metropolis Mix (2005r.)
1. „Forget It” – Breaking Benjamin
2. „Precious” – Depeche Mode
3. „You and Me (Extended Wedding Version)” – Lifehouse
4. „Superman” – Stereophonics
5. „Dirty Little Secret” – The All-American Rejects
6. „Almost Honest” – Josh Kelley
7. „All the Money or the Simple Life Honey (Remix)” – The Dandy Warhols
8. „Cold Hands (Warm Heart)” – Brendan Benson
9. „The Girl's Attractive” – Diamond Nights
10. „I'm a Human” – Flashlight Brown
11. „Wicked Game” – HIM
12. „Other Side of the World” – KT Tunstall
13. „Hungry Heart” – Minnie Driver
14. „Feels Like Today” – Rascal Flatts

## Blu-ray i DVD
28 października 2005 r. Warner Home Video w Polsce wydało trzy sezony (pierwszy, trzeci oraz czwarty) „Tajemnic Smallville” na DVD. Na polskich opakowaniach płyt umieszczono polską nazwę serialu („Tajemnice Smallville”), a nie oryginalną (samo „Smallville”). Na każdą serię składa się 6 płyt DVD. 23 października 2006 w USA ukazał się V sezon Smallville na DVD. Wydano w USA również VI sezon Smallville na DVD.
18 września 2007 r. Warner Bros. wydało VI sezon Smallville (format 1080p, dźwięk Dolby Digital 5.1, 4 płyty Blu-ray). VII sezon ukazał się 9 września 2008 r. (format 1080p, dźwięk Dolby Digital 5.1, 3 płyty Blu-ray).